# Cookie Mueller
Dorothy Karen "Cookie" Mueller (Baltimore, 2 de marzo de 1949-Nueva York, 10 de noviembre de 1989) fue una actriz, escritora y dreamlander estadounidense que protagonizó muchas de las películas de John Waters, incluidas Multiple Maniacs, Pink Flamingos, Cosa de Hembras y Vivir Desesperadamente.

## Infancia y juventud
Cookie Mueller creció con sus padres Frank Lennert Mueller y Anne (Sawyer) Mueller  en los suburbios de Baltimore, en una casa cercana a un bosque, un hospital psiquiátrico y railes ferroviarios. Su mote infantil era "Cookie": "No se sabe por qué, comenzaron a llamarme Cookie antes de que empezara andar. No me importó: me podían llamar como quisieran." Durante su niñez, viajó por carretera por todo el país con sus padres, su hermano Michael y su hermana Judy.
Mueller tuvo muchas mascotas de pequeña, incluyendo muchas tortugas (una llamada Fidel), un perro llamado Jip, culebras y renacuajos. Empezó a escribir a los 11 años un libro de 321 páginas sobre la inundación de Johnstown de 1889. Grapó las páginas, las envolvió en papel y celofán, y lo colocó en las baldas de una biblioteca local en el que habría sido su sitio apropiado. El libro desapareció.
Tras una sucesión de acontecimientos determinantes en su vida -que incluyeron el fallecimiento de su hermano a los 14 años al caerle encima un árbol muerto- volvió a retomar la escritura, y en el instituto se relacionó con el movimiento hippie. Una de las actitudes típicas de Mueller como adolescente era que constantemente teñía su cabello: "'Cuando estés deprimida, cambia el color de tu pelo,' ella [su madre] siempre me decía, años más tarde, cuando era adolescente: Nunca me negó un bote de decolorante o de tinte. En mi armario no había mucha ropa, pero sí toneladas de botes."
Aceptó un trabajo parcial en unos almacenes de ropa de hombre de Baltimore y ahorró lo suficiente para dirigirse Haight-Ashbury, un barrio de San Francisco donde continuó viviendo al estilo hippie. Mueller recorrió el país, viviendo con grupos de vagabundos, y se asentó en sitios como Provincetown (Massachusetts), la Columbia Británica, San Francisco, Pensilvania, Jamaica e Italia.

## Carrera

### Cine
En 1969, Mueller conoció al director de cine John Waters en el estreno en Baltimore de su película Mondo Trasho. Posteriormente, Mueller protagonizó las películas de Waters, incluyendo un papel importante como la espía Cookie en Pink Flamingos. Ella y Sharon Niesp, otra Dreamlander, eran amantes. En su libro Shock Value, John Waters atribuye a Mueller el título de su película Cosa de hembras de 1974. Cuando fue hospitalizada por enfermedad inflamatoria pélvica en Provincetown, Waters y Mink Stole visitaron a Mueller. "¿Qué te pasó, Cook?" preguntó Waters. "Sólo un pequeño problema femenino, cariño", respondió.
Cuando su fama como actriz cinematográfica underground disminuyó, se mudó a Nueva York y se convirtió en escritora, periodista, y columnista.

### Autora
Mueller escribió la columna de salud "Ask Dr. Mueller" para la revista cultural East Village Eye y más tarde escribió crítica de arte para la revista Details. Los libros de Mueller How to Get Rid of Pimples (con fotos de David Armstrong, Nan Goldin y Peter Hujar) (1984, Top Stories  #19-20), Ask Dr. Mueller (1996), una recopilación de sus columnas; Walking Through Clear Water in a Pool Painted Black (1990), sus memorias; y Garden of Ashes (Hanuman Books, 1990) son clásicos de culto. Otras obras son la novela Fan Mail, Frank Letters, and Crank Calls (Hanuman Books, 1988) y varias colecciones de prosa corta.

## Vida personal
Mueller se casó con el artista italiano Vittorio Scarpati.

## Muerte y legado
Mueller murió de neumonía relacionada con el SIDA el 10 de noviembre de 1989 en el Centro Médico Cabrini de la ciudad de Nueva York, a los 40 años Sus cenizas están enterradas en varios lugares: en la playa cerca de Provincetown; en el macizo de flores de la Iglesia de San Lucas en los campos de Greenwich Village; junto a los de Vittorio y su perra Beauty en la cripta de la familia Scarpati en Sorrento, Italia; bajo la estatua del Cristo Redentor en la cima del Corcovado en Río de Janeiro; en el sur del Bronx, y en las aguas sagradas del río Ganges. Le sobrevivió su hijo, Max Wolfe Mueller, que apareció en Pink Flamingos.

La última cita de Mueller, una elegía, fue escrita poco antes de su muerte:
Afortunadamente no soy la primera persona que te dice que nunca morirás. Sencillamente pierdes tu cuerpo. Serás el mismo, aunque no tendrás que preocuparte por alquileres, hipotecas o ropa de moda. No tendrás obsesiones sexuales. No tendrás adicciones. No necesitarás alcohol. No te preocuparán la celulitis, ni el tabaco, ni el cáncer, ni el SIDA ni las enfermedades venéreas. Serás libre.
Nan Goldin creó y exhibió por todo el mundo The Cookie Portfolio 1976–1989, una serie de quince retratos, tras la muerte de Mueller. Una fotografía, "La boda de Cookie y Vittorio" (1986), documenta la boda de Mueller con Vittorio Scarpati, un artista italiano y diseñador de joyas de Nápoles que murió de SIDA siete semanas antes que Mueller.

## Obras
- Mueller, Cookie (1984). How to Get Rid of Pimples. New York: Top Stories. ISBN 0-917061-19-5.
- Mueller, Cookie (1988). Fan Mail, Frank Letters, and Crank Calls. New York: Hanuman Books. ISBN 0-937815-14-4.
- Mueller, Cookie; Scarpati, Vittorio (1989). Putti's Pudding. Kyoto: Kyoto Shoin. ISBN 4763685449.
- Mueller, Cookie (1990). Walking Through Clear Water in a Pool Painted Black. New York: Semiotext(e). ISBN 0-936756-61-6.
- Mueller, Cookie (1990). Garden of Ashes. New York: Hanuman Books. ISBN 0-937815-36-5.
- Mueller, Cookie; Scholder, Amy (ed.) (1997). Ask Dr. Mueller: The Writings of Cookie Mueller. New York: Serpent's Tail High Risk Books. ISBN 1-85242-331-5.
- Mueller, Cookie (2024). Caminar por aguas cristalinas en una piscina pintada de negro (Rodrigo Olavarría, trad.). Madrid: los tres editores. ISBN 9788412447965.

## Filmografía
| Año  | Título                                                | Función                                                   | Notas |
| ---- | ----------------------------------------------------- | --------------------------------------------------------- | ----- |
| 1970 | Multiple Maniacs                                      | Cookie Divine / asistente al desfile / seguidora de Jesús |       |
| 1972 | Pink Flamingos                                        | Cookie                                                    |       |
| 1974 | Cosa de hembras                                       | Concetta                                                  |       |
| 1977 | Vivir desesperadamente                                | Flipper                                                   |       |
| 1978 | Final Reward                                          | Veronica                                                  |       |
| 1979 | Seduction of Patrick                                  |                                                           | Corto |
| 1980 | Underground U.S.A.                                    | Betty (una camarera)                                      |       |
| 1981 | Subway Riders                                         | Penelope Trasher                                          |       |
| 1981 | Polyester                                             | Betty Lalinski                                            |       |
| 1982 | Smithereens                                           | Karen, en secuencia de película de terror                 |       |
| 1982 | Tempest                                               | Mujer en la fiesta de Nochevieja                          |       |
| 1983 | Variety                                               | Mujer en bar                                              |       |
| 2000 | Downtown 81 (título alternativo: New York Beat Movie) | Segunda bailarina                                         |       |